# Ždánice, Žďár nad Sázavou
Ždánice là một làng thuộc huyện Žďár nad Sázavou, vùng Vysočina, Cộng hòa Séc.